# Casaletto Ceredano
Casaletto Ceredano é uma comuna italiana da região da Lombardia, província de Cremona, com cerca de 1.097 habitantes. Estende-se por uma área de 6 km², tendo uma densidade populacional de 183 hab/km². Faz fronteira com Abbadia Cerreto (LO), Capergnanica, Cavenago d'Adda (LO), Chieve, Credera Rubbiano.

## Demografia
| Variação demográfica do município entre 1861 e 2011                               |
|                                                                                   |
| Fonte: Istituto Nazionale di Statistica (ISTAT) - Elaboração gráfica da Wikipedia |